# Schistura afasciata
Schistura afasciata är en fiskart som beskrevs av Mirza och Banarescu, 1981. Schistura afasciata ingår i släktet Schistura och familjen grönlingsfiskar. Inga underarter finns listade i Catalogue of Life.